# Partia Postępu (Norwegia)
Partia Postępu (bokmål: Fremskrittspartiet, nynorsk: Framstegspartiet) – norweska skrajnie prawicowa, populistyczna, antyimigracyjna, narodowo-konserwatywna i neoliberalna partia polityczna założona w 1973.
W wyborach w 2021 roku zdobyła 21 mandatów, co uczyniło ją czwartą pod względem liczby posłów partią w parlamencie.
Partia stała się częścią rządu w koalicji z partią Prawicy 18 października 2013 roku. 20 stycznia 2020 Partia Postępu zadecydowała o wystąpieniu z rządu Erny Solberg.

## Przywódcy partii
- Anders Lange (1973–1974)
- Eivind Eckbo (1974–1975)
- Arve Lønnum (1975–1978)
- Carl I. Hagen (1978–2006)
- Siv Jensen (2006–2021)
- Sylvi Listhaug (od 2021–)

## Poparcie w wyborach

### Storting
| Rok  | Procent głosów | Liczba miejsc w Stortingu |
| ---- | -------------- | ------------------------- |
| 1973 | 5,0            | 4                         |
| 1977 | 1,9            | –                         |
| 1981 | 4,5            | 4                         |
| 1985 | 3,7            | 2                         |
| 1989 | 13,0           | 22                        |
| 1993 | 6,3            | 10                        |
| 1997 | 15,3           | 25                        |
| 2001 | 14,6           | 26                        |
| 2005 | 22,1           | 38                        |
| 2009 | 22,9           | 41                        |
| 2013 | 16,3           | 29                        |
| 2017 | 15,2           | 27                        |
| 2021 | 11,6           | 21                        |

### Wybory gminne i okręgowe
| Rok  | Procent głosów             |
| ---- | -------------------------- |
| 2011 | 11,4 (gminy) 12,5 (okręgi) |
| 2015 | 9,5 (gminy) 11,0 (okręgi)  |
| 2019 | 8,2 (gminy) 9,2 (okręgi)   |
| 2023 | 11,3 (gminy) 12,5 (okręgi) |